# Rafinado
Em extração com solvente, um rafinado é uma corrente de líquido que mantem-se após a extração com o líquido imiscível para remover solutos do licor original (solução contendo a inicialmente pretendida substância a separar). Original do francês raffiner, para refinar. 
Na extração por solvente (uma típica extração líquido-líquido), os dois líquidos devem ser imiscíveis. Isso permitirá a separação do produto rico extraído e o rafinado empobrecido.

## Exemplo do uso do termo
O processo de extração líquido-líquido em fluxo para a purificação do ácido fosfórico é dividido em três etapas: extração, lavagem e reextração. 
Na primeira etapa realiza-se a extração de ácido fosfórico (H3PO4) do ácido de grau de pureza dito "fertilizante" (na fase aquosa), com uma solução de éter diisopropílico/fosfato de tributila (a fase orgânica) aplicada sob refrigeração. 
A fase orgânica segue para as etapas subsequentes. O resíduo produzido nesta primeira etapa é denominado de rafinado, rico em compostos de fosfato não disponíveis para um processo de extração, geralmente na forma de fosfatos metálicos (cátions Mg2+, Fe3+ e Al3+), provenientes da rocha fosfática. 
Neste processo, é usada uma coluna de extração do tipo Kuhni, onde realiza-se a acidificação do rafinado com ácido sulfúrico e a extração com solvente do ácido sulfúrico do rafinado e a extração com solvente do ácido fosfórico, respectivamente. A acidificação com um ácido mais forte torna disponível os fosfatos do rafinado para a extração, aumentando o rendimento do processo.
Para que ocorra a transferência da fase aquosa para a fase orgânica no processo de extração os fosfatos devem apresentar-se na forma de H3PO4.